# Octaviania neuhoffii
Octaviania neuhoffii (Soehner) Svrček – gatunek grzybów z rodziny borowikowatych (Boletaceae).

## Systematyka i nazewnictwo
Pozycja w klasyfikacji według Index Fungorum: Octaviania, Boletaceae, Boletales, Agaricomycetidae, Agaricomycetes, Agaricomycotina, Basidiomycota, Fungi.
Po raz pierwszy zdiagnozował go w 1942 r. Ert Soehner nadając mu nazwę Hydnangium neuhoffii. W 1958 r. Mirko Svrček po przeprowadzeniu badań filogenetycznych stwierdził, że takson ten mimo zewnętrznego podobieństwa w budowie owocnika jest odległy filogenetycznie i należy do rodzaju Octaviania w całkiem innym rzędzie borowikowców.
W 2003 r. Władysław Wojewoda dla synonimu Hydnangium neuhoffii zaproponował nazwę zwyczajową piestróweczka biaława. Nazwa ta jest niespójna z obecną nazwą naukową. Biorąc pod uwagę, że jest to na terenie Polski takson wymarły, oraz że  Octaviania neuhoffii i gatunki z rodzaju Hydnangium są odległe filogenetycznie (należą do innej rodziny i innego rzędu), zaproponowana przez W. Wojewodę nazwa zwyczajowa jako myląca nie powinna być używana (taką zasadę sam W. Wojewoda podał i stosował w swoim opracowaniu nazewnictwa zwyczajowego grzybów wielkoowocnikowych).

## Występowanie i siedlisko
W piśmiennictwie naukowym na terenie Polski do 2003 r. podano jedno tylko stanowisko (w lesie na ziemi, Kwidzyn, 1958 r.). Według W. Wojewody jest to w Polsce takson wymarły. Za takson wymarły uznany jest także w Czerwonej liście roślin i grzybów Polski.
>.